# J-38

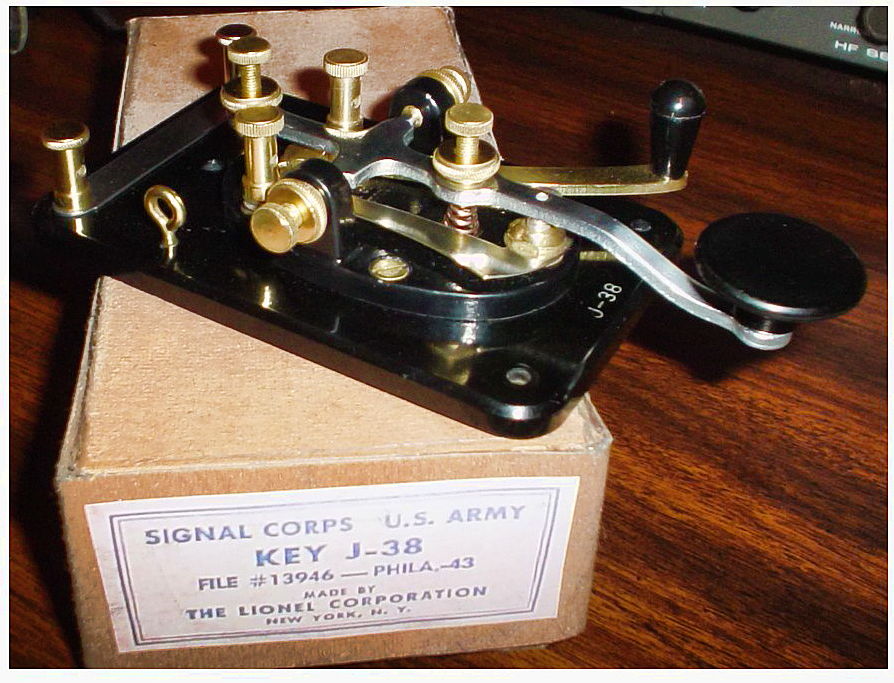
Diese neuwertige Morsetaste J‑38 wurde 1943 von der Lionel Corporation für das Signal Corps der U.S. Army hergestellt.

J-38 war eine Morsetaste (englisch straight key), die vor und während des Zweiten Weltkriegs in großer Stückzahl von den Streitkräften der Vereinigten Staaten eingesetzt wurde.
Nach dem Krieg wurde sie noch viele Jahre lang zu Ausbildungszwecken verwendet. Noch heute ist sie aufgrund ihrer guten Verfügbarkeit, Preisgünstigkeit, Einfachheit, Zuverlässigkeit, Robustheit und ihrer Haptik als Handtaste bei einigen Funkamateuren beliebt.
Von ihrer historischen Bedeutung her ist sie in etwa vergleichbar mit der Junker-Taste auf deutscher Seite.

## Geschichte

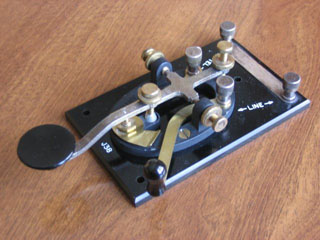
Mit dem separaten Hebel (vorn) ließ sich die Taste auf „Dauerstrich“ schalten beziehungsweise überbrücken.

Hergestellt wurde diese Taste von unterschiedlichen Unternehmen, darunter der Lionel Corporation in New York City. Die Tastmechanik aus Stahl und Messing sowie die elektrischen Anschlüsse sind auf einer stabilen Basis aus Bakelit montiert. Dazu gehören zwei Justierschrauben, mit denen der Tastenhub und die Kraft der Rückholfeder fein eingestellt werden können.
Eine Besonderheit der J‑38 ist ein seitlicher Hebel, mit dem die Taste kurzgeschlossen werden kann (englisch always on). Dies diente hauptsächlich dazu, bei Netzen in Funkstellen mit mehreren Morsestationen, beispielsweise auf Kriegsschiffen der U.S. Navy, bei denen die Morsetasten in Reihe geschaltet waren, das Netz betriebsfähig zu halten, indem die Taste auf diese Weise überbrückt wurde. Darüber hinaus ließ sie sich damit auf „Dauerstrich“ schalten.